# Na Forbacha
Na Forbacha (Engels: Furbo) is een klein dorp in County Galway in Ierland. Het dorp ligt iets ten westen van Galway aan de Baai van Galway.
Na Forbacha heeft ongeveer 800 inwoners. Het ligt aan de oostrand van Connemara in de grootste Gaeltacht (Ierstalige regio) van Ierland. In de plaats staat het hoofdkantoor van Údarás na Gaeltachta.